# Lillsylen
Der Lillsylen ist ein 1700 m hoher Gipfel im schwedischen Teil des Sylan. Die Schartenhöhe runter zum Sylryggen-Bergsattel beträgt 72 m. Er gehört zur Gemeinde Åre in der schwedischen Provinz Jämtlands län. Die Dominanz zum nächsthöheren Berg, dem Storsylen, beträgt 0,915 km.

## Erschließung

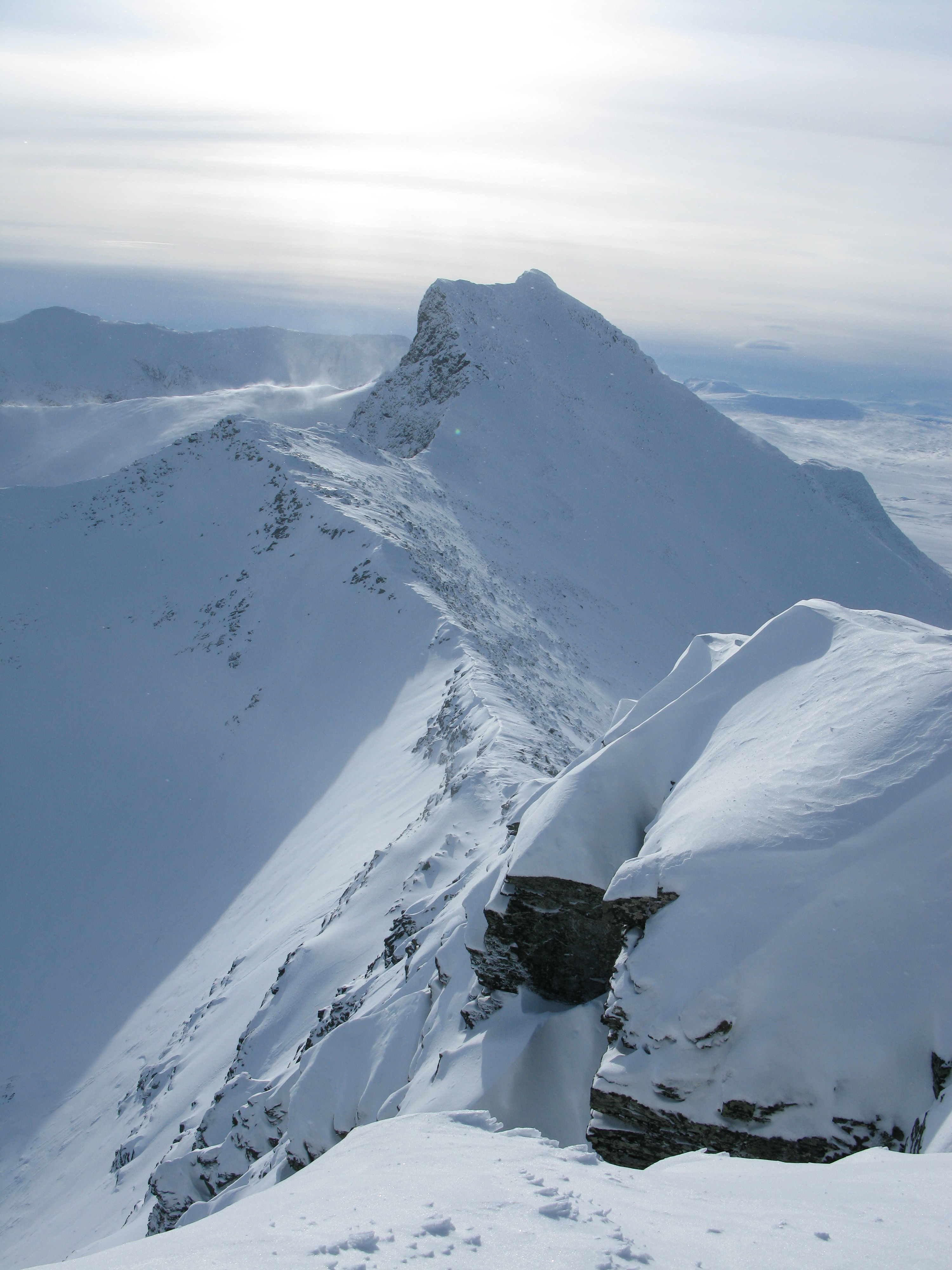
Blick vom Lillsylen über den Sylryggen-Bergsattel zum Storsylen im Winter.

Der Normalweg auf den Lillsylen führt vom Storsylen über den Sylryggen-Bergsattel. Für den Weg auf den Storsylen siehe  Erschließung des Storsylen.